# Hylaeus gredleri
Hylaeus gredleri är en biart som beskrevs av Förster 1871. Hylaeus gredleri ingår i släktet citronbin, och familjen korttungebin. Arten har ej påträffats i Sverige. Inga underarter finns listade i Catalogue of Life.